# Наследственные заболевания
Насле́дственные заболева́ния — заболевания, возникновение и развитие которых связано с различными дефектами и нарушениями в наследственном аппарате клеток. В основе наследственных заболеваний лежат мутации: хромосомные, генные и митохондриальные. Наследственные заболевания могут быть обусловлены мутациями, передаваемыми в семьях по наследству, или мутациями, вновь возникшими в клетках зародышевой линии, в зиготе или на очень ранних этапах развития. Наследственные болезни многочисленны (известно свыше 6000) и разнообразны по проявлениям.
Некоторые наследственные заболевания являются врождёнными. Врождённые наследственные болезни следует отличать от пороков развития, вызванных, например, инфекцией (сифилис или токсоплазмоз) или воздействием иных повреждающих факторов на плод во время беременности.

## Причина заболеваний и классификация
При наследственных заболеваниях могут иметь место генетические нарушения различного характера и локализации. Эти болезни могут быть связаны с нарушениями ядерной (хромосомной) или митохондриальной ДНК. Они могут развиться в результате генных (точечных) мутаций (транзиции, трансверсии, мутации сдвига рамки считывания), либо довольно грубых изменений структуры хромосом или мтДНК (делеции, дупликации, инверсии, транслокации, транспозиции), а также вследствие геномных мутаций (изменения числа хромосом). Соответственно, наследственные заболевания классифицируют как генные, хромосомные, митохондриальные.
Наследственные заболевания классифицируют также по типу наследования. Для значительной части наследственных болезней тип наследования установлен — патологические признаки, также как и нормальные, могут наследоваться аутосомно-доминантно, аутосомно-рецессивно и сцепленно с полом (Х-сцепленный доминантный, Х-сцепленный рецессивный и Y-сцепленный типы наследования). Термин «аутосомный» указывает на то, что мутантный ген локализован в аутосоме, «Х-сцепленный» — в половой Х-хромосоме, а «Y-сцепленный» — в половой Y-хромосоме. Выделение доминантного и рецессивного типов наследования существенно с медицинской точки зрения, так как при доминантном типе наследования клиническое проявление болезни обнаруживается у гомо- и гетерозигот, а при рецессивном — только у гомозигот, то есть значительно реже. Основные методы, с помощью которых устанавливается тот или иной тип наследования, — клинико-генеалогический, базирующийся на анализе родословных, и более точный сегрегационный анализ, объектом которого, как правило, являются так называемые «ядерные семьи» (то есть родители и дети).

### Болезни, обусловленные дефектами ядерной ДНК
- Генные болезни, связанные с точечными мутациями ядерной ДНК:
  - Моногенные заболевания, связанные с мутациями ядерной ДНК;
  - Полигенные болезни, связанные с мутациями ядерной ДНК.
  - Болезни экспансии тринуклеотидных повторов.
- Хромосомные болезни
  - Связанные с изменением структуры хромосом[* 2].
  - Связанные с изменением числа хромосом[* 3]:

### Болезни, обусловленные дефектамимитохондриальной ДНК
- Генные болезни, связанные с точечными мутациями мтДНК.
- Болезни, обусловленные грубыми структурными нарушениями мтДНК.

## Наследственные заболевания, обусловленные дефектами ядерной ДНК
Традиционно выделяют три подгруппы заболеваний, связанных с мутациями ядерной ДНК: моногенные наследственные заболевания, полигенные наследственные болезни и хромосомные болезни. Первые две группы обусловлены точечными мутациями ДНК (генные болезни), третья группа соответствует грубым структурным перестройкам хромосом (хромосомным аберрациям) или изменению их числа.
Многие генетически обусловленные заболевания проявляются не сразу после рождения, а спустя некоторое, порой весьма долгое, время. Так, при хорее Гентингтона дефектный ген обычно проявляет себя только на третьем-четвёртом десятилетии жизни, проявление признаков спинальной мускульной атрофии (СМА) наблюдается в возрасте от 6 месяцев до 4—50 лет (в зависимости от формы заболевания).

### Генные болезни, связанные с точечными мутациями ядерной ДНК
Это наиболее широкая группа наследственных заболеваний. В настоящее время описано более 4000 вариантов моногенных наследственных болезней, подавляющее большинство которых встречается довольно редко (например, частота серповидноклеточной анемии — 1/6000).
Широкий круг моногенных болезней образуют наследственные нарушения обмена веществ, возникновение которых связано с мутацией генов, контролирующий синтез ферментов и обусловливающих их дефицит или дефект строения — ферментопатии.
У точечных мутаций ядерной ДНК может быть один из трёх типов наследования: аутосомно-доминантный, аутосомно-рецессивный и сцепленное с полом наследование. Тип наследования мутации можно определить при помощи генеалогического исследования.

#### Полигенные наследственные болезни
Полигенные болезни наследуются сложно. Для них вопрос о наследовании не может быть решён на основании законов Менделя. Ранее такие наследственные заболевания характеризовались как болезни с наследственной предрасположенностью. Однако сейчас о них идёт речь как о мультифакториальных заболеваниях с аддитивно-полигенным наследованием с пороговым эффектом.
К этим заболеваниям относятся такие болезни как рак, сахарный диабет, шизофрения, эпилепсия, ишемическая болезнь сердца, гипертензия и многие другие.

### Хромосомные болезни
Хромосомные болезни обусловлены грубыми нарушениями наследственного аппарата — изменением числа или структуры хромосом.
Сюда относятся синдромы Дауна, Клайнфельтера, Шерешевского — Тернера, Эдвардса, «кошачьего крика» и другие. (См. также Радиационная генетика)

## Болезни, обусловленные дефектами митохондриальной ДНК
Митохондриальная ДНК (мтДНК) наследуется по материнской линии. Патологические нарушения клеточного энергетического обмена, обусловленные мутациями мтДНК, могут проявляться в виде дефектов различных звеньев в цикле Кребса, в дыхательной цепи, процессах бета-окисления и т. д.
Вследствие гетероплазмии проявление и степень тяжести болезней, обусловленных сходными нарушениями мтДНК, могут быть неодинаковыми у разных людей, в зависимости от соотношения в цитоплазме клеток мутантных и нормальных митохондрий.

### Генные болезни, связанные сточечными мутациямимтДНК
Имеется ряд моногенных болезней, связанных с точечными дефектами митохондриальных генов:
- Наследственная оптическая нейропатия Лебера[* 6] обусловлена миссенс-мутацией в одном из восемнадцати генов, кодирующих белки окислительного фосфорилирования[4];
- Болезнь миоклональной эпилепсии и грубо-красных волокон[4][* 7] (MERRF) — вызвана точечной заменой в гене тРНК[4][9];
- Синдром митохондриальной энцефаломиопатии и инсультоподобных эпизодов (MELAS) — также развивается вследствие точечной замены в гене тРНК[9].

### Болезни, обусловленные грубыми структурными нарушениями
К числу болезней, связанных с грубыми перестройками мтДНК, относятся:
- Синдром Кернса—Сэйра[* 8], обусловленный делециями больших участков мтДНК[4];
- Синдром Пирсона[11].

## Диагностика
Диагностика производится цитогенетическими, молекулярно-цитогенетическими и молекулярно-генетическими методами, а также на основании фенотипических признаков (синдромологический подход) и биохимических показателей.

## Статистика
Статистика заболеваний, вызванных генетическими нарушениями.

Примерно 5-6 детей из 100 рождаются с какими-нибудь генетически обусловленными заболеваниями. В большинстве — это заболевания с генетическими предрасположенностями. Это могут быть пороки развития, нарушения в интеллектуальном развитии ребёнка. В эти 5-6 процентов входят наследственные заболевания, возникшие впервые или унаследованные от одного из родителей.— И. Наумчик.

### Комментарии
1. ↑  Вследствие вставки или выпадения нуклеотидов[1].
2. ↑  Именно такие перестройки ядерной ДНК С. Г. Инге-Вечтомов называет хромосомными мутациями, или хромосомными аберрациями[6].
3. ↑  Геномными мутациями[6].
4. ↑  Геномные мутации.
5. ↑  Хромосомные мутации.
6. ↑  Другое название болезни — атрофия дисков зрительных нервов Лебера[10].
7. ↑  Другое название болезни — синдром миоклонус-эпилепсии и рваных красных мышечных волокон[9].
8. ↑  Другое название — синдром Кернса—Сайра[9].